# حمزة روبرتسون
حمزة روبرستون (بالإنجليزية: Hamza Roberston)‏ (ولد في يناير 1982-) مغني إنجليزي، اعتنق الإسلام وغير اسمه من توم روبرستون (بالإنجليزية: Tom Robertson)‏ إلى حمزة روبرستون وأصبح منشدا 

## نشأته
ولد توم روبرتسون (بالإنجليزية: Tom Robertson)‏ في شندرتون،أولدهام، مانشستر الكبرى إنجلترا خلال يناير 1982  ، نشأ في بيئة أسرية مسيحية  ، في سن مبكرة، شارك في عروض موسيقية ومسرحية، كما أنه كان جزءا من ورشة عمل المسرح المحلي، حيث كتب أعمال موسيقية وعمل في عدة مسرحيات، خلال أيام دراسته الجامعية كان عضوا في عدة فرق لموسيقى الروك لانه يجيد العزف على عدة آلات موسيقية.
اختار قسم فنون تعبيرية وموسيقى شعبية خلال دراسته الجامعية التي استمرت لمدة ثلاث سنوات ، وعمل حمزة روبرستون أثناء دراسته على لوحة المفاتيح والعزف على الغيتارة، كما قام أيضا بالغناء في عدة نطاقات، ليصبح في وقت لاحق المغني الرئيسي في الفرقة التي شكلها مع أصدقائه ، حتى بلوغ سن 20 

## الإسلام
في عام 2003، وفي سن ال 21، اعتنق توم روبرستون الإسلام  ، واعتمد اسم حمزة بدلا من توم ، ومع ذلك، ظلت المؤثرات الموسيقية له تشبه إلى حد بعيد ما كانت عليه قبل ان يصبح مسلم.
في تشرين الثاني/نوفمبر 2006، نظمت قناة الإسلام، حفلاته المتعلقة بالسلام العالم ووحدة الحدث في مركز معارض إيكسيل 
في نيسان/أبريل 2007، شارك في «مساء الإلهام للإغاثة الإسلامية» في قاعة ألبرت الملكية، من تنظيم منظمة الإغاثة الإسلامية 
في يوليو 2007، أصدر حمزة روبرتسون ألبومه الأول «شيء عن الحياة» ، من إعداد تسجيلات الصحوة.

## ألبومات
- 2007 : شيء عن الحياة (بالإنجليزية: Something About Life)‏
- 2013 : What You've Become

## روابط خارجية
- حمزة روبرتسون على موقع أول ميوزيك (الإنجليزية)